# World Flora Online
World Flora Online (WFO) is een online database die voortkomt vanuit de Convention on Biological Diversity.

## Geschiedenis
De database was een verderzetting van de The Plant List en opgericht in oktober 2012. Het was een project van de Convention on Biological Diversity om tegen 2020 het verlies aan plantensoorten in te perken via het Global Strategy for Plant Conservation. Dit project zou alle planten in de wereld centraliseren zodat er maar een plaats was voor alle informatie. Dit om planten met meerdere namen of nog niet beschreven planten beter te kunnen identificeren. Het project werd in 2012 opgericht door vier instellingen: Missouri Botanical Garden, New York Botanical Garden, Royal Botanic Garden Edinburgh en Royal Botanic Gardens in Kew. Er volgde later ook nog een WFO lijsten met verschillende planten.